# 가우스-자이델 방법
가우스-자이델 방법(Gauss-Seidel method)은 연립방정식을 수치적으로 계산하는 방법으로, 카를 프리드리히 가우스와 필리프 루트비히 폰 자이델의 이름을 따서 붙여졌다. 가우스-자이델 방법은 연립방정식에 대응하는 행렬을 두 개의 삼각행렬로 분리한 뒤 해를 반복적으로 계산해 수렴시키는 방식을 사용한다.
연립 일차 방정식 {\displaystyle A\mathbf {x} =\mathbf {b} }와 이에 대응하는 변수와 상수
{\displaystyle A={\begin{bmatrix}a_{11}&a_{12}&\cdots &a_{1n}\\a_{21}&a_{22}&\cdots &a_{2n}\\\vdots &\vdots &\ddots &\vdots \\a_{n1}&a_{n2}&\cdots &a_{nn}\end{bmatrix}},\qquad \mathbf {x} ={\begin{bmatrix}x_{1}\\x_{2}\\\vdots \\x_{n}\end{bmatrix}},\qquad \mathbf {b} ={\begin{bmatrix}b_{1}\\b_{2}\\\vdots \\b_{n}\end{bmatrix}}}
에 대해, 가우스-자이델 방법은 행렬 {\displaystyle A}를 다음과 같이 {\displaystyle A=L_{*}+U}의 두 삼각행렬로 분리하는 방식으로 시작한다.
{\displaystyle L_{*}={\begin{bmatrix}a_{11}&0&\cdots &0\\a_{21}&a_{22}&\cdots &0\\\vdots &\vdots &\ddots &\vdots \\a_{n1}&a_{n2}&\cdots &a_{nn}\end{bmatrix}}}
{\displaystyle U={\begin{bmatrix}0&a_{12}&\cdots &a_{1n}\\0&0&\cdots &a_{2n}\\\vdots &\vdots &\ddots &\vdots \\0&0&\cdots &0\end{bmatrix}}}
그러면 원래 방정식을 {\displaystyle L_{*}\mathbf {x} =\mathbf {b} -U\mathbf {x} }로 변환할 수 있고, 따라서 다음과 같은 식이 성립한다.
{\displaystyle \mathbf {x} =L_{*}^{-1}(\mathbf {b} -U\mathbf {x} )}
이제 이 식에서 우변의 결과를 좌변에 대입하는 방식으로 수치적 계산을 실행한다.
{\displaystyle \mathbf {x} ^{(k+1)}=L_{*}^{-1}(\mathbf {b} -U\mathbf {x} ^{(k)})}
또한, 여기에서 {\displaystyle L_{*}^{-1}}은 삼각행렬이기 때문에, 다음과 같이 계산하는 것이 가능하다.
{\displaystyle x_{i}^{(k+1)}={\frac {1}{a_{ii}}}\left(b_{i}-\sum _{j>i}a_{ij}x_{j}^{(k)}-\sum _{j<i}a_{ij}x_{j}^{(k+1)}\right)}, 여기에서 {\displaystyle i,j=1,2,\ldots ,n}
이 방식은 {\displaystyle A}가 대칭행렬이면서 양정치행렬일 경우, 또는 강하거나 기약적인 대각지배행렬일 경우 항상 수렴한다는 것이 증명되어 있다. 또한, 이에 해당하지 않는 경우에도 수렴하는 경우가 존재한다.

## 같이 보기
- LU 분해
- 축차가속완화법(successive over-relaxation)
- 야코비 방법

## 참고 문헌
- Abdelwahab Kharab; Ronald B. Guenther (2013). 《An Introduction to Numerical Methods A MATLAB Approach》 [이공학도를 위한 수치해석]. 학산미디어. ISBN 978-89-966211-8-8.